# Liste von Klöstern in Regensburg
Dies ist eine Liste von Klöstern in Regensburg:
- Deutschordenskommende St. Ägid (Regensburg)
- Augustinerkloster Regensburg
- Dominikanerinnenkloster Regensburg
- Kloster Sankt Emmeram
- Kloster St. Fidelis (Regensburg)
- Franziskanerkloster Regensburg
- Kollegiatstift St. Johann
- Kapuzinerkloster Regensburg
- Karmelitenkloster St. Josef (Regensburg)
- Karmelitenkloster St. Oswald (Regensburg)
- Klarissenkloster St. Magdalena (Regensburg)
- Johanniterkommende St. Leonhard (Regensburg)
- St. Mang (Regensburg)
- Kloster Mittelmünster (Regensburg)
- Stift Niedermünster
- Stift Obermünster
- Kloster St. Peter (Regensburg)
- Kloster Prüfening
- Kloster Prüll
- Kloster St. Kassian
- Schottenkloster St. Jakob (Regensburg)
- Theresienheim Regensburg
- Stift Unserer Lieben Frau zur Alten Kapelle